# Conchobar mac Aodha Ó Domhnaill
 Conchobar mac Aodha Ó Domhnaill (mort en 1342) est le 8e O'Donnell ou Ua Domhnaill du  clan, et roi de  Tyrconnell en Irlande  de  1333 à 1342.

## Origine
Conchobar mac Aodha Ó Domhnaill est le fils aîné et successeur de  Áed mac Domnaill Óic Ó Domhnaill.

## Règne
En 1333 son père meurt après avoir pris l'habit monastique dans l'île de Inis-Saimer. Il est inhumé avec solennité dans le monastère d' 
Assaroe et Conchobar lui succède non sans devoir fait face aux revendications de son frère cadet Art qui est tué peu après dans un combat contre lui  En 1342 Conchobar mac Aodha, seigneur du Cenél Conaill, bas Connacht, Fermanagh, Cenel-Moen, et Inishowen, héritier de la monarchie d'Irlande tans du fait de sa sagesse et de ses qualités personnelles que par sa valeur, sa piété et sa charité, est tué par son frère Niall mac Aodha, qui l'attaque une nuit dans sa résidence la forteresse de Murbhach:  Niall assume à sa place la royauté.

## Postérité
Il laisse deux fils:
- Aonhgus mac Conchobhair  Ó Domhnaill 10e O'Donnell ou Ua Domhnaill
- Seoán mac Conchohbair  Ó Domhnaill 11e O'Donnell ou Ua Domhnaill